# Martiri del Campo di Marte
I martiri del Campo di Marte furono cinque giovanissimi accusati di renitenza alla leva nell'esercito della Repubblica Sociale Italiana e fucilati dai soldati della RSI, nei pressi della Torre di Maratona dello Stadio Giovanni Berta, oggi Stadio Artemio Franchi di Firenze.

## I fatti di Vicchio
Alle prime luci del 12 marzo 1944 i militi della RSI effettuarono un rastrellamento nella zona, durante il quale furono catturati diversi renitenti alla leva, sospettati di appartenere alle bande partigiane, tra cui, oltre ad alcuni giovani contadini del posto, un aviere sardo che si era rifugiato presso la famiglia di uno di loro, nei pressi di Gattaia.

## Il processo e la condanna
Condotti a Firenze, furono processati e sette furono condannati a morte. Di questi, due furono graziati ed assegnati a reparti operativi; vani furono i tentativi di richiedere clemenza da parte delle famiglie e del cardinale Elia Dalla Costa.
La mattina del 22 marzo venivano fucilati:
- Antonio Raddi, 21 anni, di Vicchio
- Leandro Corona, 21 anni, di Maracalagonis
- Ottorino Quiti, 21 anni, di Vicchio
- Adriano Santoni, 21 anni, di Vicchio
- Guido Targetti, 21 anni, di Vicchio

Furono invece graziati ed arruolati
- Marino Raddi
- Guglielmo Bellesi

L'uccisione dei ragazzi fu l'episodio che portò per vendetta all'uccisione di Giovanni Gentile.

## Medaglia d'oro al Valor Civile
Il 25 aprile 2008, durante la cerimonia per la Festa della Liberazione all'Altare della Patria di Roma, il Presidente della Repubblica Giorgio Napolitano ha insignito i cinque martiri della Medaglia d'oro al valor civile.

## Cerimonia
Ogni anno, presso il sacrario dello stadio comunale di Firenze si svolge la cerimonia per ricordare i cinque martiri del Campo di Marte, con la deposizione di corone di alloro al monumento e la celebrazione di una Messa.